# تپه قلعه باشیز
تپه قلعه باشیز مربوط به دوران‌های تاریخی پس از اسلام است و در شهرستان زنجان، روستای باشسیز واقع شده و این اثر در تاریخ ۵ آذر ۱۳۸۰ با شمارهٔ ثبت ۴۲۴۴ به‌عنوان یکی از آثار ملی ایران به ثبت رسیده است.